# Lancelot Hogben
Lancelot Thomas Hogben (Portsmouth, 9 de dezembro de 1895 - 22 de agosto de 1975) foi um zoólogo e geneticista inglês. É hoje mais conhecido pelos seus livros de divulgação sobre ciência, matemática e linguística. Ele foi marxista e membro activo do Independent Labour Party. Foi também o autor de uma língua artificial (Interglossa). Casou-se em 1917 com a matemática e feminista Enid Charles. Hogben fundou o Journal of Experimental Biology, juntamente com Julian Huxley e J. B. S. Haldane.

## Vida e obra
Hogben nasceu em Portsmouth e cresceu em Southsea, Hampshire. Os seus pais pertenciam à  Irmãos de Plymouth, mas ele rompeu ainda jovem com a religião familiar. Estudou na Tottenham County School em Londres, para onde a família se tinha mudado, e depois estudou medicina no Trinity College, Cambridge. Formou-se em 1915. Nesta altura, tinha já assumido convições socialistas, mudando o nome da "Fabian Society" universitária para "Sociedade Socialista".
Durante a Grande Guerra, ao voltar deliberadamente a Cambridge, depois de trabalhar seis meses com a Cruz Vermelha em França, tomou posições pacifistas e foi preso como objector de consciência em 1916. Adoeceu gravemente devido a maus tratos na cadeia e foi libertado em 1917.
Após uma ano de convalescência, Hogben ensinou em universidades londrinas, mudando-se em 1922 para a Universidade de Edinburgo e o seu Departamento de Investigação em Reprodução Animal. Foi depois para a Universidade McGill, e em 1927 para uma cadeira de zoologia na Universidade da Cidade do Cabo. Trabalhou em endocrinologia usando o sapo Xenopus laevis, o que se traduziu em aplicações directas para o teste de gravidez. Embora o emprego na África do Sul fosse atraente, a antipatia de Hogben para com a política racial vigente levou-o a abandonar o país.
Em 1930 mudou-se para a London School of Economics, ocupando uma cátedra de biologia social. Em 1932, juntamente com Haldane, Huxley e o geneticista Francis Albert Eley Crew (1886-1973), fundou a Sociedade para a Biologia Experimental. Segundo Gary Werskey, Hogben era o único a não partilhar ideias positivas sobre a eugenia. Tornou-se Fellow da Royal Society em 1936. 
A cátedra de biologia social na LSE era financiada pela Fundação Rockefeller e, quando esta retirou o financiamento, Hogben mudou-se, tornando-se Regius Professor de História Natural na Universidade de Aberdeen em 1937. Hogben escreveu dois livros best-sellers de divulagção científica, Mathematics for the Million (1936) e Science for the Citizen (1938). Estes foram livros altamente ambiciosos. Quando estava em Aberdeen, Hogben desenvolveu um interesse pela linguística. Além de editar The Loom of Language do seu amigo Frederick Bodmer, criou uma língua internacional, a Interglossa, como ‘um esboço de um auxiliar para uma ordem democrática mundial’.
Durante a Segunda Guerra Mundial, Hogben foi responsável pelas estatísticas médicas do Exército Britânico. Foi Mason Professor de Zoologia na Universidade de Birmingham entre 1941 e 1947 e professor de estatística médica na mesma universidade entre 1947 e 1961, quando se jubilou. Nessa altura assumiu uma posição de professor na Universidade da Guiana.

## Publicações
- Exiles of the Snow, and Other Poems (1918)
- An Introduction to Recent Advances in Comparative Physiology (1924) com Frank R. Winton
- The Pigmentary Effector System. A review of the physiology of colour response (1924)
- Comparative Physiology (1926)
- Comparative Physiology of Internal Secretion (1927)
- The Nature of Living Matter (1930)
- Genetic Principles in Medical and Social Science (1931)
- Mathematics for the Million (1936)
- The Retreat from Reason (1936) Conway Memorial Lecture May 20, 1936
- Science for the Citizen: A Self-Educator Based on the Social Background of Scientific Discovery (1938)
- Political Arithmetic: A Symposium of Population Studies (1938) coordenador
- Dangerous Thoughts (1939)
- Author in Transit (1940)
- Principles of Animal Biology (1940
- Interglossa: A Draft of an Auxiliary for a Democratic world order, Being an Attempt to Apply Semantic Principles to Language Design (1943)
- The Loom of Language por Frederick Bodmer (1944) coordenador
- An Introduction to Mathematical Genetics (1946)
- History of the Homeland The Story of the British Background: by Henry Hamilton (1947) coordenador, Número 4 de Primers for the Age of Plenty
- From Cave Painting To Comic Strip: A Kaleidoscope of Human Communication (1949)
- Chance and Choice by Cardpack and Chessboard (1950)
- Man Must Measure: The Wonderful World of Mathematics (1955)
- Statistical theory. The relationship of probability, credibility and error. An examination of the contemporary crisis in statistical theory from a behaviorist viewpoint (1957)
- The Wonderful World Of Energy (1957)
- The Signs of Civilisation (1959)
- The Wonderful World Of Communication (1959)
- Mathematics In The Making (1961)
- Essential World English (1963) com Jane Hogben e Maureen Cartwright
- Science in Authority: Essays (1963)
- The Mother Tongue (1965)
- Whales for the Welsh - A Tale of War and Peace with Notes for those who Teach or Preach (1967)
- Beginnings and Blunders or Before Science Began (1970)
- The Vocabulary Of Science (1970) com Maureen Cartwright
- Astronomer Priest and Ancient Mariner (1972)
- Maps, Mirrors and Mechanics (1973)
- Columbus, the Cannon Ball and the Common Pump (1974)
- How The World Was Explored, editor, com Marie Neurath e J. A. Lauwerys
- Lancelot Hogben: Scientific Humanist (1998) autobiography, coord. por Adrian Hogben e Anne Hogben